# D.I.R.T.
D.I.R.T. (Da Incredible Rap Team) is het derde en laatste studioalbum van het Amerikaanse hiphop-duo Heltah Skeltah, bestaande uit de rapper Rock en Ruck (later beter bekend als Sean Price). Het is het eerste album van de groep, sinds ze tien jaar eerder uit elkaar gingen wegens tegenvallende albumverkopen.
Het gehele album lekte, 6 dagen voor de officiële release, op 24 september, in zijn geheel op internet.

## Tracklist
| #  | Title                                        | Producer(s)          | Featuring               | Sample(s)                                             |
| -- | -------------------------------------------- | -------------------- | ----------------------- | ----------------------------------------------------- |
| 1  | "Intro"                                      | D-Dot for The Hitmen |                         |                                                       |
| 2  | "Everything Is Heltah Skeltah"               | Illmind              | The Loudmouf Choir      | *"Für Elise" by Ludwig Van Beethoven                  |
| 3  | "The Art Of Disrespekinazation"              | Khrysis              |                         | *"The Rill Thing" by Little Richard                   |
| 4  | "Da Beginning Of Da End"                     | 10 For The Triad     |                         | *"King of Rock" by Run-DMC *"California Love" by 2Pac |
| 5  | "Twinz"                                      | Soul Theory          |                         |                                                       |
| 6  | "D.I.R.T.(Another Boot Camp Clik Yeah Song)" | Khrysis              |                         | *"Long Red" by Mountain                               |
| 7  | "So Damn Tuff"                               | Illmind              | Buckshot and Ruste Juxx |                                                       |
| 8  | "Insane"                                     | Marco Polo           |                         | *"Ain't No Loving Left" by Fanny Adams                |
| 9  | "WMD"                                        | M-Phazes             | Smif-n-Wessun           | *"Impeach the President" by The Honey Drippers        |
| 10 | "That's Incredible"                          | Double Up            |                         | *"Gold-lust (WWE's Goldust Theme)" by James Johnston  |
| 11 | "Ape Food"                                   | Stu Bangas           | Representativz          |                                                       |
| 12 | "Hellz Kitchen"                              | Evidence             |                         | *"Millió Rózsaszál" by Csongrádi Kata                 |
| 13 | "Smack Muzik"                                | Sic Beats            | Flood                   |                                                       |
| 14 | "Ruck N Roll"                                | Stu Bangas           |                         | *"Kree Nakoorie" by Alcatrazz                         |